# Hycan A06
Hycan A06 – elektryczny samochód osobowy klasy wyższej produkowany pod chińską marką Hycan od 2022 roku.

## Historia i opis modelu

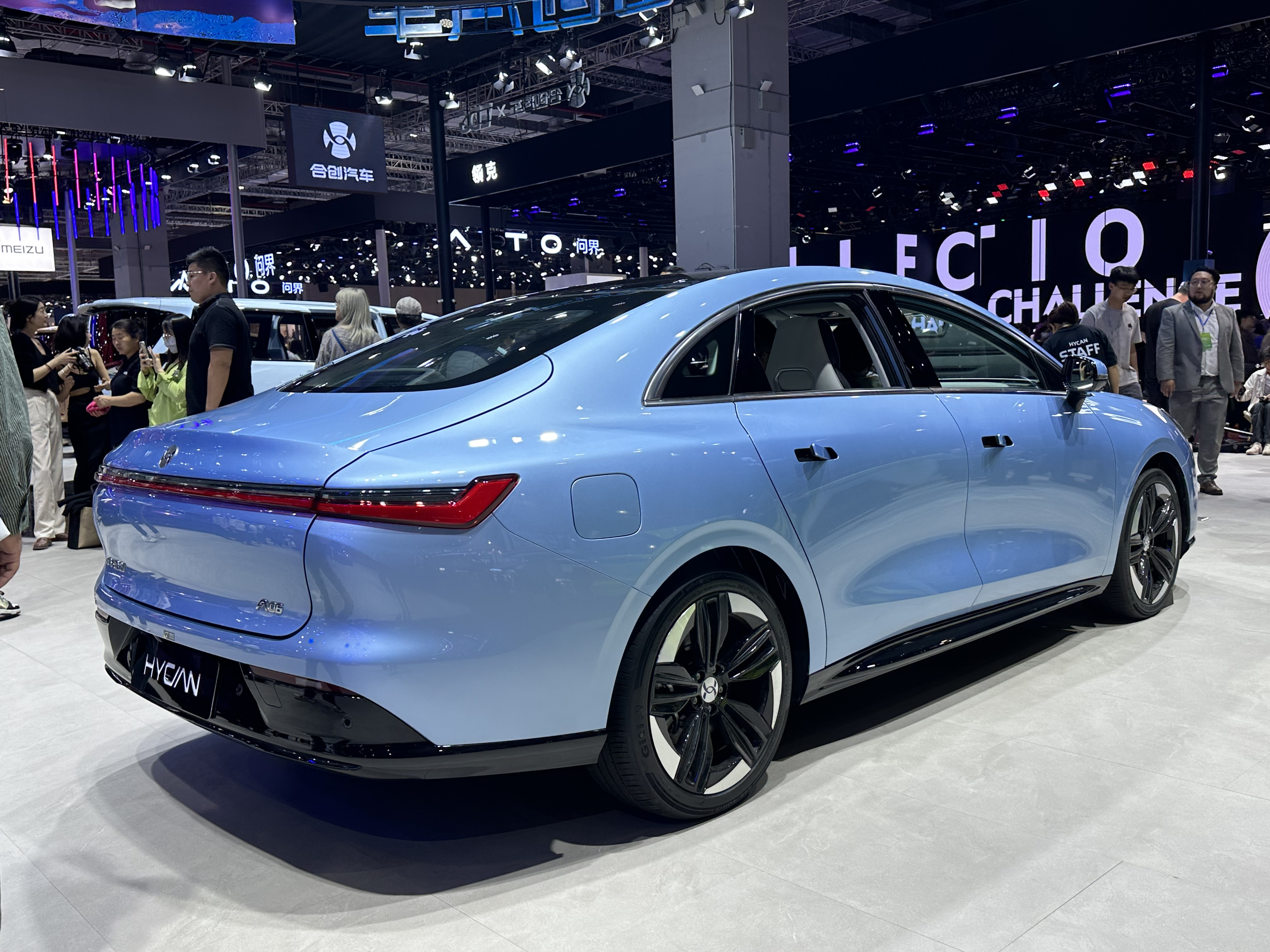
Hycan A06 - tył

Na początku grudnia 2022 Hycan przedstawił swój trzeci produkcyjny model i zarazem pierwszy klasyczny samochód osobowy, uzupełniając ofertę dotychczas tworzoną przez elektryczne crossovery. Jego premierę poprzedził debiut prototypu Hycan Concept S w listopadzie 2021, z kolei seryjny model otrzymał nazwę Hycan A06. Samochód przyjął postać dużej, niespełna 5-metrowej limuzyny klasy wyższej, wyróżniając się smukłą, podłużną sylwetką ze szpiczastym, ostro zarysowanym przodem. Jego kształt został podyktowany chęcią uzyskania jak najlepszych właściwości aerodynamicznych, co przełożyło się na rekordową wartość. Ze współczynnikiem oporu powietrza Cx=0,217 Hycan A06 jest najbardziej opływowym chińskim samochodem.
A06 jest pierwszym samochodem Hycana zbudowanym po wycofaniu się z joint-venture startupu NIO i przejęciem inicjatywy w całości przez GAC Group. W przeciwieństwie do dotychczasowych konstrukcji firmy, zamiast pochodnych podzespołów wykorzystano dedykowaną platformę wykonaną w 65% z wysokowydajnościowej stali. Zaawansowanego technicznie sedana wyposażono w rozbudowany system sterowania głosowego i gestowego, który jest w stanie rozpoznawać komendy z poruszania ustami.
Kabina pasażerska Hycana A06 została utrzymana w minimalistycznym wzornictwie z jasną tonacją materiałów wykończeniowych. Deska rozdzielcza została zdominowana przez dwa cyfrowe wyświetlacze LCD, z 10,25 calowym ekranem wirtualnych wskaźników i centralnym, dotykowym ekranem o przekątnej 14,6 cala. Obsługuje on autorski system operacyjny Hycana o nazwie HI-OS, współgrający z rozbudowanym systemem półautonomicznej jazdy Hycan Pilot.

### A06 Plus
W listopadzie 2023 podczas Guangzhou Auto Show zaprezentowany został alternatywny, równolegle oferowany wariant o nazwie Hycan A06 Plus. Odróżnił się on głównie stylizacją pasa przedniego, który zyskał charakterystyczne i modne wśród ówczesnych chińskich producentów rozdzielenie reflektorów na horyzontalny pas świetlny i niżej osadzone dodatkowe klosze. We wnętrzu zastosowano też inne koło kierownicy. Parametry techniczne pozostały bez zmian.

### Sprzedaż
Hycan A06 został zbudowany wyłącznie z myślą o rodzimym rynku chińskim, z przedsprzedażą otwartą jeszcze przed premierą, w sierpniu 2022 roku. Dostawy pierwszych sztuk rozpoczęły się w połowie grudnia tego samego roku, poczynając od egzemplarzy w tańszych podstawowych wariantach napędowych. Cena najtańszego A06 określona została na 179 800 juanów, z 269 800 juanów za topową odmianę Pefrormance. We wrześniu 2023 chęć sprzedaży w Niemczech wyraził lokalny startup Elaris pod nazwą Elaris Jaco.

### Dane techniczne
Hycan A06 jest najszybszym i najbardziej zaawansowanym technicznie samochodem elektrycznym w gamie chińskiej firmy. Jego układ napędowy w topowym wariancie tworzą dwa silniki przenoszące moc na obie osie i rozwijając łączną moc 462 KM przy 534 Nm maksymalnego momentu obrotowego. Przy prędkości maksymalnej 180 km/h, samochód rozpędza się do 100 km/h w 3,7 sekundy. Bateria o pojemności 71 kWh oferuje z kolei ok. 560 kilometrów zasięgu na jednym ładowaniu. Ponadto, przewidziano jeszcze dwa tańsze i wolniejsze warianty z jednym silnikiem o mocy 184 KM lub 218 KM.